# Кышин
Кышин (болг. Къшин) — село в Болгарии. Находится в Плевенской области, входит в общину Плевен. Население составляет 320 человек.

## Политическая ситуация
В местном кметстве Кышин, в состав которого входит Кышин, должность кмета (старосты) исполняет Тодор Колев Иванов (коалиция в составе 5 партий: Демократы за сильную Болгарию (ДСБ), Национальное движение «Симеон Второй» (НДСВ), Болгарская рабочая социал-демократическая партия (БСДП), Болгарский земледельческий народный союз (БЗНС) и Демократическая партия (ДП)) по результатам выборов правления кметства.
Кмет (мэр) общины Плевен — Найден Маринов Зеленогорски (коалиция в составе 3 партий: Демократы за сильную Болгарию (ДСБ), Болгарский земледельческий народный союз (БЗНС) и Союз демократических сил (СДС)) по результатам выборов в правление общины.